# Гекони шишкохвості
Гекон шишкохвостий (Nephrurus) — рід геконів з підродини Диплодактиліни. Має 9 видів.

## Опис
Представники цього роду мають невеличкі роміри — до 5—6 см. У цих геконів дуже короткий хвіст, який накадує шишку, лапи невеличкі. Колір шкіри більш менш однорідний, коливається в залежності від місцевості. Загалом темний, коричнуватий або сіруватий.

## Спосіб життя
Полюбляє сухі місцини, в першу чергу кам'янисті пустелі. Разом з тим інколи зустрічається у рідких лісах. Риє невеличкі нори. Веде нічний спосіб життя, відпочиваючи вдень у норах. Харчується комахами, їх личинками, дрібними безхребетними.
Це яйцекладні ящірки. Самка відкладає до 2—3 яєць.

## Розповсюдження
Цей рід геконів є ендеміком Австралії. Його представники мешкають у північно—західній частині цього континенту.

## Роди
- Nephrurus amyae
- Nephrurus asper
- Nephrurus deleani
- Nephrurus laevissimus
- Nephrurus levis
- Nephrurus sheai
- Nephrurus stellatus
- Nephrurus vertebralis
- Nephrurus wheeleri